# Annia Aurelia Galeria Faustina
Annia Aurelia Galeria Faustina (Roma, 147-c. 165) fue una noble romana, famosa por ser la hija mayor del emperador Marco Aurelio y su esposa Faustina la Menor. La hermana menor de Galeria Faustina fue la emperatriz romana Galeria Lucila y su hermano menor fue el inestable emperador Cómodo.

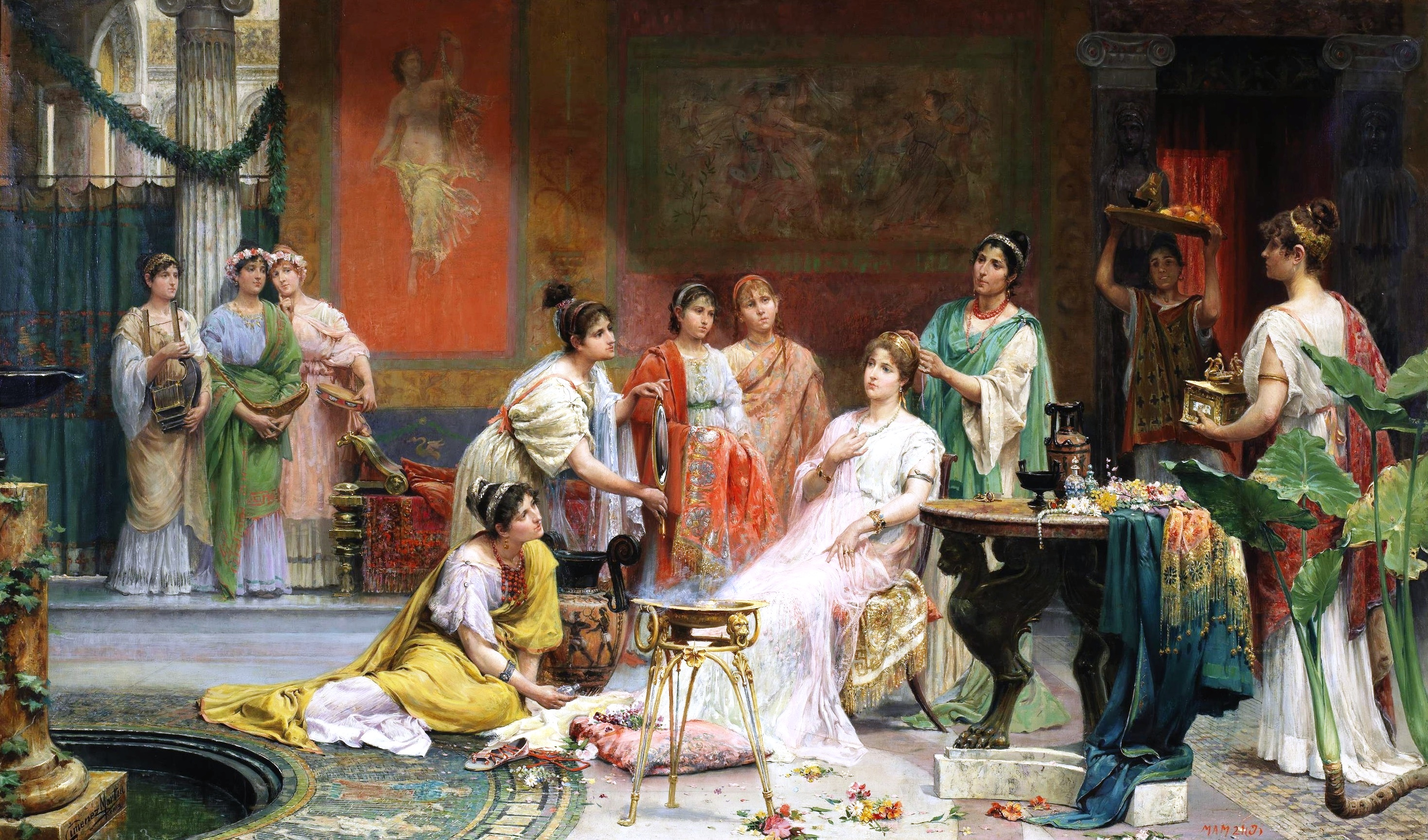
Tocador de una matrona romana, Juan Giménez Martín.

## Biografía
Faustina contrajo matrimonio con el político romano Cneo Claudio Severo Arabiano entre los años 162 y 163 (n. 133). Arabiano era un ciudadano romano que procedía sin embargo de los territorios bañados por el Mar Negro. Severo fue designado cónsul en el año 167 y probablemente en 173. El padre de Severo, también llamado Cneo Claudio Severo Arabiano (n. 113) fue designado para el consulado en los años 146 y 173. Arabiano fue un influyente senador y filósofo. El abuelo paterno de Arabiano, también llamado Cneo Claudio Severo Arabiano, fue cónsul en 112.
Fruto del matrimonio entre Galeria Faustina y Severo nació un niño Tiberio Claudio Severo Próculo que fue designado para el consulado en el año 200. Severo Próculo se casó con su prima materna, Plaucia Servilia, hija de Aurelia Fadila y del cónsul Marco Peduceo Plaucio Quintilo. De este matrimonio nació una niña llamada Annia Faustina, que llegó a ser emperatriz romana al convertirse en la tercera esposa del emperador Heliogábalo.